# Грубий Шур
Грубий Шур (словац. Hrubý Šúr) — село, громада округу Сенець, Братиславський край, південно-західна Словаччина. Кадастрова площа громади — 6,21 км².
Населення 997 осіб (станом на 31 грудня 2017 року).

## Історія
Грубий Шур згадується в 1245 році.

## Населення
| Рік:            | 1994. | 2004.   | 2014.    | 2024.    |
| --------------- | ----- | ------- | -------- | -------- |
| Кількість осіб: | 596   | 647     | 860      | 1128     |
| Різниця:        |       | +8,55 % | +32,92 % | +31,16 % |

| Рік:            | 2023. | 2024.   |
| --------------- | ----- | ------- |
| Кількість осіб: | 1110  | 1128    |
| Різниця:        |       | +1,62 % |